# Heterotrissocladius maeaeri
Heterotrissocladius maeaeri är en tvåvingeart som beskrevs av Lars Zakarias Brundin 1949. Heterotrissocladius maeaeri ingår i släktet Heterotrissocladius och familjen fjädermyggor.
Artens utbredningsområde är Alaska. Arten är reproducerande i Sverige. Inga underarter finns listade i Catalogue of Life.